# Стовпци
Стовпци (блр. Стоўбцы; рус. Столбцы́) је град у Белорусији и административни је центар Стовпцовског рејона Минске области. Град се налази на десној обали реке Њемен на око 65 км југозападно од главног града земље Минска. Кроз град пролази аутопут који Минск повезује са Барановичима на западу земље.
Према процени за 2012. у граду су живела 16.033 становника.

## Историја
Варошица Стовпци помиње се почетком XVI века као насељено место у границама Литванске Књажевине. Тачан датум оснивања насеља није познат, али се зна да је то подручје око реке Њемен било насељено од најранијих времена.
Насеље се развило на обали реке Њемен, у подручју где је речно корито доста широко, а река пловна и претпоставља се да његово име потиче од бројних дрвених докова који су се налазили на речним обалама, а на које је локално становништво везивало своје чамце.
Први историјски помен насеља под садашњим именом датира из 1511. када је у архиве Краковског универзитета уписана неколицина студената из села Липа крај Стовпца. Стовпци су у то време били мало трговачко насеље са не више од хиљаду становника.
Први познати владар насеља и околине била је извесна Гаљшка Кмитјанка Хрептович која је удајом за обласног господара Миколаја Слушка добила Стовпце као мираз. Године 1575. насеље долази под управу грофа Николаја Криштофа Радивила, али се већ 1582. враћа под старатељство грофова Слушко у чијем поседу су остали све до краја XVIII века. Од почетка 30-их година XVIII века па све до 1831. посед је грофовске породице Чарторијски и у том периоду насеље је добило цркву, градску већницу, школу, а уређено је и речно пристаниште са чак 16 магацина за робу (што наводи на постојање интензивне трговачке делатности у том периоду).
Насеље је преживело велика разарања током руско-пољских ратова 1654—1657 када је страдала скоро половина свог становништва, а само насеље спаљено. Да би се насеље обновило и потакао његов развој након уништења, Стовпци 1669. добијају право одржавања сајмова и оснивања трговишта.
Током Великог северног рата 1706. насеље је изнова порушено, а потом је зарад новог подстицања обнове уживало одређене краљевске привилегије. Године 1729. Стовпци добијају магдебуршко право које је укинуто 1793. након што сада већ град Стовпци постају део Руске Империје и парохијски центар Минског округа.
Град су наново разорили Французи 1812. године. Након одузимања насеља породици Чарторијски 1832. Стовпци постају важан трговачки транзитни центар за трговину са Прусијом. Трговина на реци је опала након градње железнице крајем XIX века (1871) али није и заустављена.
Град је 1921. након пољско-совјетског рата постао саставни део Пољске, да би 1939. постали део Белоруске ССР. Стовпци су од 15. јануара 1940. окружни центар. Током Другог светског рата град је био под окупацијом Нацистичке Немачке (од 28. јуна 1941. до 2. јула 1944).

## Становништво
Према процени, у граду је 2012. живело 16.033 становника.
| 1979. | 1989.  | 1999.  | 2009.  | 2012.  |
| ----- | ------ | ------ | ------ | ------ |
| 9.832 | 13.608 | 13.608 | 15.367 | 16.033 |

## Галерија
- Градсе слике
- Црква Свете Ане из 1825.
- Камјаница
- Римокатоличка црква